# جوديث هال
جوديث هال (بالإنجليزية: Judith Hall)‏ هي كاتِبة وشاعرة أمريكية، ولدت في 1951.